# Zosterofilofity
Zosterofilofity, zosterofyle (Zosterophyllophyta) – gromada roślin kopalnych, żyjących w dewonie (lochkow – fran). Wywodziły się prawdopodobnie od ryniofitów i dały początek widłakowym.

## Charakterystyka
Zosterofilofity charakteryzowały się bezlistnymi lub zaopatrzonymi w kolczaste wyrostki pędami. Młode pędy były pastorałowato zwinięte. Pędy rozgałęziały się dychotomicznie z wyraźną tendencją do tworzenia osi głównej. Sporofity wyrastały na gametofitach i miały, osadzone na bokach pędu na krótkich trzonkach, nerkowate zarodnie, otwierające się podłużną szczeliną.

## Systematyka
- Klasa: † Zosterophyllopsida
  - rząd: † Zosterophyllales
    -       - rodzaj: † Huperzia
      - rodzaj: † Asteroxylon
      - rodzaj: † Baragwanathia
      - rodzaj: † Drepanophycus
      - rodzaj: † Nothia
      - rodzaj: † Hicklingia
      - rodzaj: † Adoketophyton
      - rodzaj: † Discalis
      - rodzaj: † Rebuchia
      - rodzaj: † Gumuia
      - rodzaj: † Huia
      - rodzaj: † Zosterophyllum
        - gatunek: † Zosterophyllum divaricatum
        - gatunek: † Zosterophyllum fertile
        - gatunek: † Zosterophyllum lianoveranum
        - gatunek: † Zosterophyllum myrtonianum
        - gatunek: † Zosterophyllum deciduum

  - rząd: † Sawdoniales
    -       - rodzaj: † Thrinkophyton

    - rodzina: † Hsuaceceae
      - rodzaj: † Hsua

    - rodzina: † Gosslingiaceae
      - rodzaj: † Gosslingia
      - rodzaj: † Oricilla
      - rodzaj: † Tarella

    - rodzina: † Barinophytaceae
      - rodzaj: † Barinophyton
        - gatunek: † Barinophyton obscurum
        - gatunek: † Barinophyton citrulliforme

      - rodzaj: † Protobarinophyton

    - rodzina: † Sawdoniaceae
      - rodzaj: † Sawdonia
        - gatunek: † Sawdonia ornata

      - rodzaj: † Deheubarthia
        - gatunek:  † Deheubarthia splendens

      - rodzaj: † Serrulacaulis
        - gatunek: † Serrulacaulis furcatus

      - rodzaj: † Crenaticaulis
        - gatunek: † Crenaticaulis verruculosus

      - rodzaj: † Anisophyton
        - gatunek: † Anisophyton gothani
        - gatunek: † Anisophyton potoniei

      - rodzaj: † Konioria
        - gatunek: † Konioria andrychoviensis[2][3]